# 东帝汶护照
東帝汶護照是發行給東帝汶公民的國際旅行證件。护照上书写葡萄牙文东帝汶民主共和国国名，在欧洲申根区和印度尼西亚免签证通行。
根据2025年1月8日发布的亨利护照指数，东帝汶护照可免签证、落地签证或电子签证入境97个国家和地区，位居世界第51。

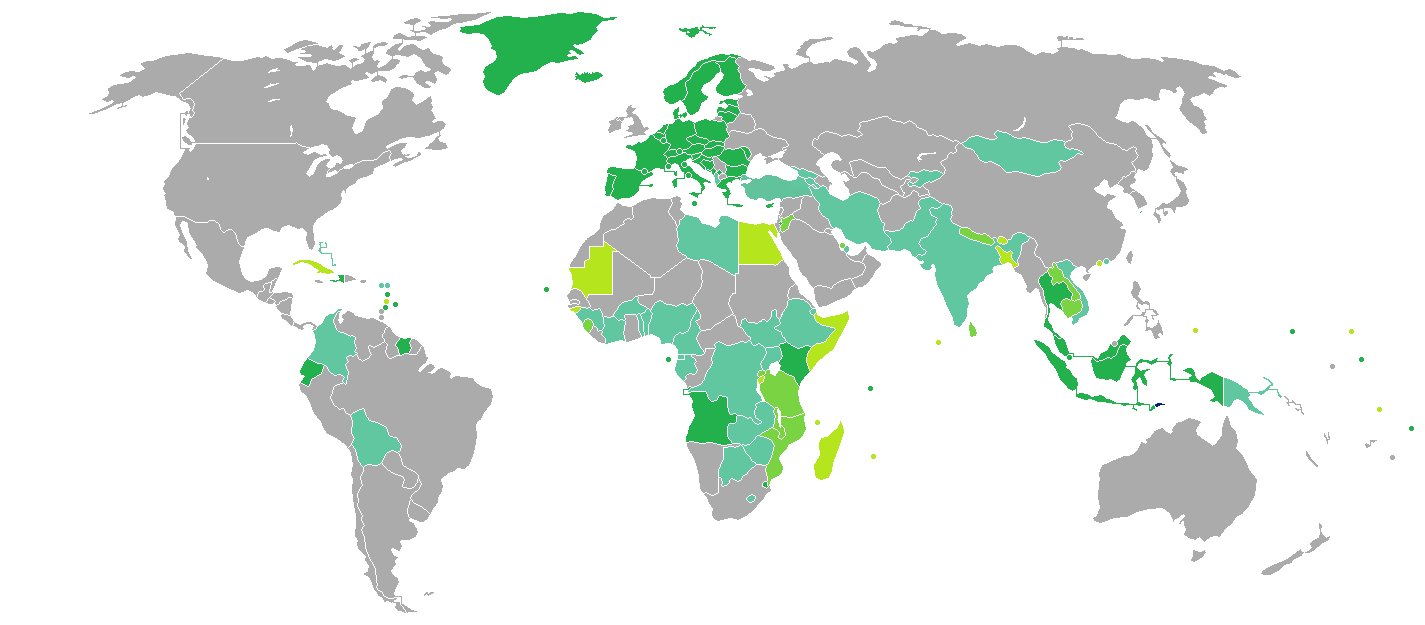
東帝汶護照享有的免簽證或落地簽證國家地區分布圖